# Вільямстаун (Вісконсин)
Вільямстаун (англ. Williamstown) — місто (англ. town) в США, в окрузі Додж штату Вісконсин. Населення — 755 осіб (2010).

## Демографія
Згідно з переписом 2010 року, у місті мешкало 755 осіб у 277 домогосподарствах у складі 231 родини. Було 290 помешкань
Расовий склад населення:
| - 97,5 % — білих - 0,5 % — корінних американців - 0,4 % — азіатів - 0,3 % — чорних або афроамериканців |

До двох чи більше рас належало 0,8 %. Частка іспаномовних становила 1,7 % від усіх жителів.
За віковим діапазоном населення розподілялося таким чином: 24,5 % — особи молодші 18 років, 62,8 % — особи у віці 18—64 років, 12,7 % — особи у віці 65 років та старші. Медіана віку мешканця становила 44,4 року. На 100 осіб жіночої статі у місті припадало 106,3 чоловіків;  на 100 жінок у віці від 18 років та старших — 111,9 чоловіків також старших 18 років.
Середній дохід на одне домашнє господарство  становив 82 102 долари США (медіана — 79 375), а середній дохід на одну сім'ю — 88 107 доларів (медіана — 82 250). Медіана доходів становила 56 771 долар для чоловіків та 40 625 доларів для жінок. За межею бідності перебувало 4,3 % осіб, у тому числі 8,2 % дітей у віці до 18 років та 2,9 % осіб у віці 65 років та старших.
Цивільне працевлаштоване населення становило 423 особи. Основні галузі зайнятості: виробництво — 23,6 %, освіта, охорона здоров'я та соціальна допомога — 19,4 %, будівництво — 10,4 %, науковці, спеціалісти, менеджери — 8,3 %.